# Frontenay-Rohan-Rohan
Frontenay-Rohan-Rohan är en kommun i departementet Deux-Sèvres i regionen Nouvelle-Aquitaine i västra Frankrike. Kommunen ligger i kantonen Frontenay-Rohan-Rohan som tillhör arrondissementet Niort. År 2022 hade Frontenay-Rohan-Rohan 2 968 invånare.

## Befolkningsutveckling
Antalet invånare i kommunen Frontenay-Rohan-Rohan
| Referens: INSEE |